# Holandia na Zimowych Igrzyskach Olimpijskich 1936
Holandia na Zimowych Igrzyskach Olimpijskich 1936 – występ kadry sportowców reprezentujących Holandię na igrzyskach olimpijskich w Garmisch-Partenkirchen w 1936 roku.
W zawodach olimpijskich wzięło udział ośmioro holenderskich sportowców (siedmiu mężczyzn i jedna kobieta), którzy wystąpili w sześciu konkurencjach w trzech dyscyplinach sportowych. Żaden z zawodników nie zdobył medalu, najlepszym rezultatem było czwarte miejsce Jana Langedijka w biegu łyżwiarskim na 5000 m. 
Podczas ceremonii otwarcia igrzysk w Garmisch-Partenkirchen funkcję chorążego reprezentacji Holandii pełnił bobsleista Sam Dunlop. Reprezentacja weszła na stadion olimpijski jako dziewiąta w kolejności, pomiędzy ekipami z Wielkiej Brytanii i Włoch. Rolę attaché reprezentacji pełnił G.W. van Laer.
Najmłodszą zawodniczką w kadrze była alpejka Gratia Schimmelpenninck van der Oye, która w dniu otwarcia igrzysk miała 23 lata i 212 dni. Z kolei najstarszym był Sam Dunlop (27 lat i 51 dni).
Był to drugi start reprezentacji Holandii na zimowych igrzyskach olimpijskich i dziesiąty start olimpijski, wliczając w to letnie występy.

## Wyniki

### Bobsleje
| Konkurencja     | Zawodnicy                | Ślizg 1 | Ślizg 1 | Ślizg 2 | Ślizg 2 | Ślizg 3 | Ślizg 3 | Ślizg 4 | Ślizg 4 | Czas łączny | Miejsce |
| Konkurencja     | Zawodnicy                | Czas    | Miejsce | Czas    | Miejsce | Czas    | Miejsce | Czas    | Miejsce | Czas łączny | Miejsce |
| --------------- | ------------------------ | ------- | ------- | ------- | ------- | ------- | ------- | ------- | ------- | ----------- | ------- |
| Dwójki mężczyzn | Sam Dunlop Willem Gevers | 1:31,41 | 15.     | 1:24,99 | 10.     | 1:25,71 | 4.      | 1:26,00 | 12.     | 5:48,11     | 10.     |

### Łyżwiarstwo szybkie
| Konkurencja               | Zawodnik            | Czas    | Miejsce |
| ------------------------- | ------------------- | ------- | ------- |
| Bieg na 500 m mężczyzn    | Ben Blaisse         | 46,9    | 27.     |
| Bieg na 500 m mężczyzn    | Lou Dijkstra        | 46,7    | 24.     |
| Bieg na 500 m mężczyzn    | Jan Langedijk       | 46,7    | 24.     |
| Bieg na 500 m mężczyzn    | Dolf van der Scheer | 45,7    | 14.     |
| Bieg na 1500 m mężczyzn   | Lou Dijkstra        | 2:27,2  | 20.     |
| Bieg na 1500 m mężczyzn   | Roelof Koops        | 2:30,0  | 30.     |
| Bieg na 1500 m mężczyzn   | Jan Langedijk       | 2:24,6  | 14.     |
| Bieg na 1500 m mężczyzn   | Dolf van der Scheer | 2:23,2  | 9.      |
| Bieg na 5000 m mężczyzn   | Lou Dijkstra        | 8:51,5  | 16.     |
| Bieg na 5000 m mężczyzn   | Roelof Koops        | 8:48,5  | 13.     |
| Bieg na 5000 m mężczyzn   | Jan Langedijk       | 8:32,0  | 4.      |
| Bieg na 5000 m mężczyzn   | Dolf van der Scheer | 8:43,3  | 10.     |
| Bieg na 10 000 m mężczyzn | Lou Dijkstra        | 18:23,6 | 20.     |
| Bieg na 10 000 m mężczyzn | Roelof Koops        | 18:11,5 | 17.     |
| Bieg na 10 000 m mężczyzn | Jan Langedijk       | 17:43,7 | 6.      |
| Bieg na 10 000 m mężczyzn | Dolf van der Scheer | 18:04,9 | 16.     |

### Narciarstwo alpejskie
| Konkurencja                | Zawodniczka                         | Zjazd  | Zjazd  | Zjazd   | Slalom     | Slalom     | Slalom     | Slalom     | Slalom      | Slalom | Slalom  | Łącznie | Łącznie | Łącznie |
| Konkurencja                | Zawodniczka                         | Czas   | Punkty | Miejsce | Przejazd 1 | Przejazd 1 | Przejazd 2 | Przejazd 2 | Czas łączny | Punkty | Miejsce | Punkty  | Strata  | Miejsce |
| Konkurencja                | Zawodniczka                         | Czas   | Punkty | Miejsce | Czas       | Miejsce    | Czas       | Miejsce    | Czas łączny | Punkty | Miejsce | Punkty  | Strata  | Miejsce |
| -------------------------- | ----------------------------------- | ------ | ------ | ------- | ---------- | ---------- | ---------- | ---------- | ----------- | ------ | ------- | ------- | ------- | ------- |
| Kombinacja alpejska kobiet | Gratia Schimmelpenninck van der Oye | 6:09,8 | 82,31  | 13.     | 1:26,5     | 7.         | 1:56,9     | 22.        | 3:23,4      | 69,86  | 13.     | 76,09   | 20,97   | 14.     |